# New York Knicks 1978-1979
La stagione 1978-79 dei New York Knicks fu la 30ª nella NBA per la franchigia.
I New York Knicks arrivarono quarti nella Atlantic Division della Eastern Conference con un record di 31-51, non qualificandosi per i play-off.

## Roster
| N° | Naz.                   | Ruolo | Sportivo               | Anno | Alt. | Peso |
| -- | ---------------------- | ----- | ---------------------- | ---- | ---- | ---- |
| 6  | Stati Uniti (bandiera) | AC    | Tom Barker             | 1955 | 211  | 102  |
| 9  | Stati Uniti (bandiera) | G     | Butch Beard            | 1947 | 191  | 84   |
| 11 | Stati Uniti (bandiera) | AC    | Bob McAdoo             | 1951 | 206  | 95   |
| 13 | Stati Uniti (bandiera) | G     | Ray Williams           | 1954 | 191  | 85   |
| 14 | Stati Uniti (bandiera) | AC    | Ron Behagen            | 1951 | 206  | 84   |
| 15 | Stati Uniti (bandiera) | G     | Earl Monroe            | 1944 | 191  | 84   |
| 20 | Stati Uniti (bandiera) | GA    | Micheal Ray Richardson | 1955 | 196  | 86   |
| 30 | Stati Uniti (bandiera) | A     | Greg Bunch             | 1956 | 198  | 86   |
| 34 | Stati Uniti (bandiera) | G     | Mike Glenn             | 1955 | 188  | 79   |
| 35 | Stati Uniti (bandiera) | G     | Jim Cleamons           | 1949 | 191  | 84   |
| 40 | Stati Uniti (bandiera) | C     | Marvin Webster         | 1952 | 216  | 102  |
| 42 | Stati Uniti (bandiera) | AC    | Spencer Haywood        | 1949 | 203  | 102  |
| 43 | Stati Uniti (bandiera) | A     | Toby Knight            | 1955 | 206  | 95   |
| 44 | Stati Uniti (bandiera) | GA    | Glen Gondrezick        | 1955 | 198  | 99   |
| 50 | Stati Uniti (bandiera) | AC    | Joe Meriweather        | 1953 | 208  | 98   |
| 52 | Stati Uniti (bandiera) | A     | John Rudd              | 1955 | 201  | 104  |

## Staff tecnico
- Allenatori: Willis Reed (6-8) (fino all'11 novembre)[1], Red Holzman (25-43)
- Vice-allenatori: Butch Beard, Bob Hopkins, Dick Taylor